# Stephanie Szostak
Stephanie Szostak (Parigi, 12 giugno 1975) è un'attrice francese.

## Carriera
Appena dopo il diploma, Stephanie Szostak si trasferisce a New York ed inizia la propria carriera lavorando per Chanel, per poi avere una breve carriera di modella. La sua carriera come attrice invece è iniziata nei primi anni duemila. È comparsa in film come Il diavolo veste Prada e A cena con un cretino, oltre che in numerose serie televisive come nell'ottava stagione di Law & Order: Criminal Intent nel 2008 nel ruolo ricorrente di Caroline Walters e nella sesta stagione de I Soprano.

## Filmografia parziale

### Cinema
- Zimove vesilya, regia di Sophie Barthes e Andrij Parekh – cortometraggio (2004)
- Si' Laraby, regia di Jason Hernandez-Rosenblatt (2004)
- Cosa bella, regia di Fiona Mackenzie – cortometraggio (2006)
- Il diavolo veste Prada (The Devil Wears Prada), regia di David Frankel (2006)
- Letting Go, regia di Topaz Adizes (2008)
- The Sexes, regia di Bridget Savage Cole – cortometraggio (2008)
- Life in Flight, regia di Tracey Hecht (2008)
- Eavesdrop, regia di Matthew Miele (2008)
- How to Seduce Difficult Women, regia di Richard Temtchine (2009)
- The Good Heart - Carissimi nemici (The Good Heart), regia di Dagur Kári (2009)
- The Rebound - Ricomincio dall'amore (The Rebound), regia di Bart Freundlich (2009)
- Motherhood - Il bello di essere mamma (Motherhood), regia di Katherine Dieckmann (2009)
- Something Fun, regia di Manu Boyer – cortometraggio (2010)
- A cena con un cretino (Dinner for Schmucks), regia di Jay Roach (2010)
- La mia vita è uno zoo (We Bought a Zoo), regia di Cameron Crowe (2011)
- Iron Man 3, regia di Shane Black (2013)
- R.I.P.D. - Poliziotti dall'aldilà (R.I.P.D.), regia di Robert Schwentke (2013)
- Non lasciarmi sola (Gimme Shelter), regia di Ron Krauss (2013)
- Half the Perfect World, regia di Cynthia Fredette (2016)

### Televisione
- I Soprano (The Sopranos) – serie TV, episodio 6x13 (2007)
- Law & Order: Criminal Intent – serie TV, 2 episodi (2009)
- Une aventure New-Yorkaise, regia di Olivier Lécot – film TV (2009)
- 4 padri single (Four Single Fathers), regia di Paolo Monico – film TV (2009)
- Satisfaction – serie TV, 20 episodi (2014-2015)
- Girlfriends' Guide to Divorce – serie TV, 3 episodi (2017-2018)
- Un milione di piccole cose (A Million Little Things) – serie TV, 54 episodi (2018-2021)

## Doppiatrici italiane
- Selvaggia Quattrini in A cena con un cretino, R.I.P.D. - Poliziotti dall'aldilà
- Natacha Daunizeau in The Rebound - Ricomincio dall'amore
- Letizia Scifoni in Iron Man 3
- Daniela Calò in Bull